# Aurèla e Verlac
Aurèla e Verlac (en francès Aurelle-Verlac) és un municipi del departament francès de l'Avairon, a la regió d'Occitània. Està situat a l'Aubrac.